# Raja Eleena
Raja Dato' Sri Eleena binti Almarhum Sultan Azlan Muhibbuddin Shah Al-Maghfullah (Penang, 3 aprile 1960) è una principessa, avvocato e dirigente d'azienda malese, quarta figlia del defunto sultano Azlan Shah di Perak e di sua moglie Tuanku Bainun.

## Biografia
Raja Eleena è nata a Penang il 3 aprile 1960 ed è stata educata inizialmente presso la Bukit Nanas Convent School di Kuala Lumpur. In seguito ha conseguito una laurea in giurisprudenza presso l'Università di Londra.
Nel 1985 si è iscritta al Lincoln's Inn. L'anno successivo, al suo ritorno in patria, è stata assunta dallo studio Messrs Skrine & Co. Nel 1987 ha aperto un suo studio, il Messrs Raja Eleena, Siew Ang & Associates, di cui è socia anziana. Il 1º giugno 1992 è entrata nel consiglio di amministrazione di Gamuda Berhad, una società di ingegneria e infrastrutture. È anche direttrice di Generasi Setia Sdn Bhd, una delle principali azioniste di Gamuda Berhad. Ha ricoperto incarichi anche nelle società KAF-Seagroatt & Campbell Holdings Berhad e Danau Permai Resort Berhad.
Nel 2007, con un patrimonio di 228 milioni di dollari (773 milioni di ringgit), era la venticinquesima persona più ricca del paese. Era la seconda donna nella lista dopo Puan Sri Chong Chook Yew, diciottesima nell'elenco generale con patrimonio 320 milioni di dollari (1085 milioni di ringgit).
Raja Eleena è sposata con Ismail Farouk Abdullah ed ha quattro figli.